# Ghiacciaio Hollingsworth
Il ghiacciaio Hollingsworth è un ampio ghiacciaio lungo circa 40 km situato nella parte nord-occidentale della Dipendenza di Ross, nell'Antartide orientale. Il ghiacciaio, il cui punto più alto si trova a circa 1600 m s.l.m., si trova nell'entroterra della costa di Scott, nella regione settentrionale delle montagne del Principe Alberto, dove fluisce verso nord-est, a partire dal versante nord-orientale dei colli Ricker e scorrendo a sud-est dei nunatak Trio, fino a unire il proprio flusso a quello del ghiacciaio David.

## Storia
Il ghiacciaio Hollingsworth è stato mappato da membri dello United States Geological Survey (USGS) grazie a fotografie aeree scattate dalla marina militare statunitense nel periodo 1956-62, e così battezzato dal Comitato consultivo dei nomi antartici in onore di Jerry L. Hollingsworth, un meteorologo di stanza alla base Amundsen-Scott nell'inverno del 1966.